# Jonathan Clements
Jonathan Clements, né le 9 juillet 1971, est un auteur et scénariste britannique.

## Biographie
Spécialisé dans l’Asie de l'Est, il travaille d’abord dans ce domaine en traduisant (voire doublant) animes et mangas et en éditant le magazine Manga Max. Au début des années 2000, il se lance dans le métier de scénariste et écrit des dizaines d’épisodes pour séries télévisées, émissions de radio et théâtre radiophonique. Parmi les plus connus, citons Sympathy for the Devil (série dérivée de Doctor Who avec David Warner et David Tennant), Strontium Dog et Schoolgirl Milky Crisis.
Il est surtout un auteur prolifique traitant de sujets très hétéroclites : des biographies (Confucius, Koxinga, Qin Shihuangdi, Mao, etc.) et des essais historiques (comme l’histoire des Vikings). Enfin, il publie évidemment sur les animes et les mangas, notamment The Anime Encyclopedia (coauteur avec Helen McCarthy), ouvrage de référence dans le domaine.

## Ouvrages publiés
Liste exhaustive :
- (en) Helen McCarthy et Jonathan Clements, The Erotic Anime Movie Guide, Londres, Titan, 1998, 191 p. (ISBN 1-85286-946-1)
- (en) Jonathan Clements, The Moon in the Pines : Zen Haiku, Frances Lincoln, 2000, 93 p. (ISBN 978-0-7112-1587-0)
- (en) Helen McCarthy et Jonathan Clements, The Anime Encyclopedia : Japanese Animation since 1917, Berkeley, Stone Bridge Press, 2001, 545 p. (ISBN 1-880656-64-7) (réédition 2006)
- (en) Motoko Tamamuro et Jonathan Clements, The Dorama Encyclopedia : Japanese Animation since 1953, Berkeley, Stone Bridge Press, 2003, 448 p. (ISBN 978-1-880656-81-5, lire en ligne)
- (en) Jonathan Clements, The Pirate King : Coxinga and the Fall of the Ming Dynasty, Sutton, 2004, 275 p. (ISBN 978-0-7509-3269-1)(réédition 2005)
- (en) Jonathan Clements, Confucius : A Biography, Indus Source, 2004, 136 p. (ISBN 978-81-88569-03-8)
- (en) Jonathan Clements, A Brief History of the Vikings : The Last Pagans Or the First Modern Europeans?, Carroll & Graf Publishers, 2005, 273 p. (ISBN 978-0-7867-1599-2)
- (en) Jonathan Clements, The First Emperor of China The History Press, 2006, 273 p. (ISBN 978-0-7867-1599-2) (réédition 2007)
- Jonathan Clements (trad. de l'anglais), Le Premier Empereur de Chine, Paris, Librairie Académique Perrin, 2007, 285 p. (ISBN 978-2-262-02738-4)
- (en) Jonathan Clements, Mao Zedong, Haus Publishing, 2006, 178 p. (ISBN 978-1-904950-33-2, lire en ligne)
- (en) Jonathan Clements, Wu : the Chinese empress who schemed, seduced and murdered her way to become a living god, Sutton, 2007, 239 p. (ISBN 978-0-7509-3961-4)
- (en) Jonathan Clements, Marco Polo, Haus Publishing, 2007, 168 p. (ISBN 978-1-905791-05-7)
- (en) Jonathan Clements, Beijing : The Biography of a City, The History Press, 2008, 176 p. (ISBN 978-0-7509-4251-5)
- (en) Jonathan Clements, Prince Saionji, Londres, Haus Publishing, coll. « Makers of the Modern World », 2008, 208 p. (ISBN 978-1-905791-68-2)
- (en) Jonathan Clements, Wellington Koo, China, Londres, Haus Publishing, coll. « Makers of the Modern World », 2008, 198 p. (ISBN 978-1-905791-69-9)
- (en) Jonathan Clements, Schoolgirl Milky Crisis : Adventures in the Anime and Manga Trade, Titan Books, 2009, 393 p. (ISBN 978-1-84856-083-3)
- (en) Jonathan Clements, Mannerheim : President, Soldier, Spy, Haus Publishing, 2010, 336 p. (ISBN 978-1-906598-26-6)
- (en) Jonathan Clements, A Brief History of the Samurai, Running Press, 2010, 352 p. (ISBN 978-0-7624-3850-1)
- (en) Jonathan Clements, A Brief History of Khubilai Khan, Running Press, 2010 (ISBN 978-1-906598-62-4)

## Récompenses et distinctions
- Prix « Japan Festival » pour la promotion de la culture japonaise, remis par la Fondation du Japon[4]